# جشن گندم
جشن گندم یکی از جشن‌های باستانی ایران است که در تیر ماه و همزمان با آغاز فصل برداشت گندم برگزار می‌شود. از گذشته‌های دور یکی از رسوم مردم ایران این بوده است که به شکرانهٔ برداشت محصول کشاورزی که در طول سال کشت می‌شود، جشن‌هایی را برگزار می‌کنند. جشن گندم نیز یکی از این مراسم‌های سنتی دیرینه است. این جشن هرسالهٔ با حضور مردم مختلف در بعضی استان‌هایی که کشت گندم در آن‌ها رواج دارد انجام می‌شود. به دلیل این‌که فصل تابستان، فصل پرکاری برای کشاورزان و فصل محصول است و همچنین روز ابتدایی فصل تابستان بلندترین روز سال است، این زمان از سال برای برگزاری جشن گندم انتخاب شده‌است.

## دلایل برگزاری
جشن‌های زراعی که گاهی به جشن‌های شکرگزاری نیز شناخته می‌شوند، در فرهنگ مردم مختلف دنیا وجود دارد؛ چراکه از زمان‌های گذشته، کشاورزی یکی از راه‌های مهم برای تأمین خوراک و معاش بوده است. در اصل موقعیت جغرافیایی و شغل و خوراک مردم، یکی از عوامل کلیدی در شکل‌گیری فرهنگ‌ها و آداب و رسوم است. بنابراین برگزاری این جشن‌های باستانی متعدد در ایران نیز نشان از اهمیت آب و کشاورزی برای مردم دارد.
هر چند زمان برگزاری جشن‌های زراعی در مناطق مختلف با توجه به محصول غالب و شرایط جوی و جغرافیایی متفاوت است. برای مثال جشن خرمن در شهرهای شمالی ایران و در اواخر ماه شهریور برگزار می‌شود که در واقع پایان فصل برداشت برنج است. اما در نواحی مرکزی ایران همانند فراهان، اراک و همدان، این جشن به مناسبت کشت گندم و در وایل تابستان است.
همچنین به دلیل نزدیکی زمان برگزاری این جشن با مراسم‌های دیگری همانند جشن تیرگان و آب‌پاشان، گاهی فعالیت‌های مرسوم در آن‌ها (همانند پاشیدن آب به هم‌دیگر) در کنار هم انجام می‌شود.